# Calum Worthy
Calum Worthy (ur. 28 stycznia 1991 w Victorii) – kanadyjski aktor, scenarzysta i producent. Zdecydował, że chce zostać aktorem w wieku czterech lat, po obejrzeniu Macaulaya Culkina w filmie Kevin sam w domu. Calum na ekranie zadebiutował w wieku 9 lat gościnnym udziałem w serialu telewizji Fox pt: „Nocna wizja” (w reżyserii Billa Pullmana). W wieku 10 lat, został zarezerwowany do swojej pierwszej głównej roli i udał się do Anglii, aby zagrać w miniserialu pt: „I Was a Rat” z Brendą Fricker, Tomem Conti, Edwardem Foxem i Donem McKellar (w reżyserii Laurie Lynd). Od tego czasu wystąpił w ponad 50 różnych filmach i projektach telewizyjnych. Pracował także w pięciu różnych krajach – w Kanadzie, w USA, w Australii, w Anglii, i w Singapurze. Calum obecnie mieszka w Los Angeles. Obecnie występuje w nowym serialu Disneya Austin i Ally z Rossem Lynchem, Laurą Marano i Raini Rodriguez

## Filmografia
Filmy:
- 2016: The Thinning jako Kellan Woods (Dopiero filmują)
- 2015: Wishing Out Loud jako Drake
- 2015: Blackburn jako Ryan (2015)
- 2014: Mostly Ghostly: Have You Met My Ghoulfriend? jako Colin Doyle
- 2013: Rapture-Palooza jako Clark Lewis
- 2011: The Odds jako Berry Lipke
- 2011: Wielki Rok jako Colin Debs
- 2011: Wymiatacz jako Zastrow
- 2010: Daydream Nation jako Craig
- 2010: Wspólna tajemnica jako Shane Batesman (gościnnie)
- 2009: What Goes Up jako Blastoff! chór
- 2009: Pełnia życia jako Henry
- 2008: Mulligans. Druga szansa jako Felix
- 2008: Valentines jako Kyle
- 2007: The Last Mimzy jako Nastoletni Cyborg
- 2007: Smile jako Trevor
- 2007: Crossroads: A Story of Forgiveness jako Kurczaka
- 2007: Second Sight jako młody Victor Kaufman
- 2006: Dr Dolittle 3 jako Tyler
- 2006: Wesołych Świąt jako chłopiec na rowerze
- 2005: When Jesse Was Born jako Danny Ferrell
- 2004: Scooby-Doo 2: Potwory na gigancie jako dziecko na rowerze
- 2003: National Lampoon's Thanksgiving Family Reunion jako Danny Snider

Serial:
- 2019: The Act jako Nick Godejohn
- 2015: Backstorm jako Joshua Larimer
- 2015: To nie ja jako Dez Wade
- 2014: Some Assembly Required jako Caden Clark
- 2013–2014: The Coppertop Flop Show jako Calum
- 2012: Longmire jako Zac Nunn
- 2012: Jessie jako Dez Wade
- 2011: R.L. Stine’s The Haunting Hour jako Kelly
- 2011: Powodzenia, Charlie! jako Lewis
- 2011: Zeke i Luther jako Teddy
- 2011–2016: Austin i Ally jako Dez Wade
- 2010: Tower Prep jako Don Fincher
- 2010: Caprica jako Cass
- 2009: Tajemnice Smallville jako Garth Ranzz/Lightning Lad
- 2009: Stormworld jako Lee
- 2009: Punkt krytyczny jako Billy Dresden
- 2008: Nie z tego świata jako Danny
- 2007: Świry jako Shockley
- 2007: Kyle XY jako Toby Neuworth
- 2006: Psych jako Malone Breyfogle
- 2005: Reunion jako Henry
- 2004: The Days jako Keenan
- 2004: Gwiezdne wrota: Atlantyda jako Hunter dziecko
- 2003: Out of Order jako młody Mark
- 2002: Beyond Belief: Fact or Fiction jako Randy
- 2001: Tajemniczy sposób jako Obcy/Klaun
- 2001: Nocna wizja jako Praire Boy
- 2001: I Was a Rat jako Roger/Ratty